# Dominicus Lampsonius

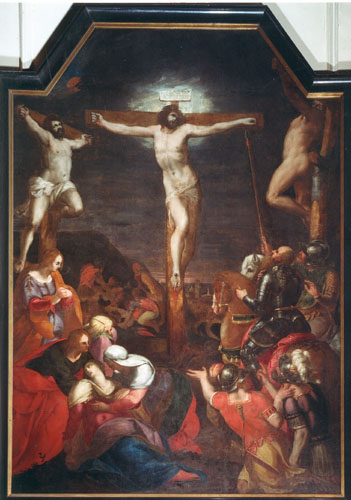
Crucificação de Dominicus Lampsonius

Dominicus Lampsonius (forma latinizada de Dominique Lampsone) (1532, em Bruges - 1599, em Liège) foi um humanista, poeta e pintor flamengo. Como secretário do Principado-Bispado de Liège, manteve uma extensa correspondência com humanistas e artistas no país e no exterior. Seus escritos sobre artistas neerlandeses foram uma importante contribuição para a formação do chamado cânone neerlandês.
Lampsonius estudou artes e ciências na Universidade de Leuven. Em 1554, foi para a Inglaterra para trabalhar como secretário de Reginald Pole, um proeminente humanista e cardeal católico romano. Após a morte de Pole em 1558, viajou para Liège, onde foi secretário dos sucessivos príncipes-bispos (Robert de Berghes, Gerard de Grœsbeek e Ernesto da Baviera, Eleitor de Colónia). Dessa forma, colaborou regularmente com Laevinus Torrentius, que foi o vigário dos príncipes-bispos até 1586, quando se tornou bispo de Antuérpia.
Lampsonius foi, durante algum tempo, professor de Otto van Veen, pintor e humanista que mais tarde seria um dos mestres de Peter Paul Rubens. Ele se tornou amigo e manteve intensa correspondência com alguns dos principais humanistas de sua época, como Justus Lipsius, Janus Dousa, Johannes Livineius e Petrus Oranus.
Ele foi correspondente do historiador de arte italiano Giorgio Vasari, que o ajudou em suas anotações sobre a vida e as obras do pintor de Liège, Lambert Lombard.
Em 1572, Lampsonius publicou em seu próprio nome um conjunto de 23 retratos gravados de artistas dos Países Baixos sob o título Pictorum aliquot celebrium Germaniae inferioris effigies (tradução literal: Efígies de alguns pintores famosos da Baixa Alemanha). Lampsonius forneceu poemas em latim para acompanhar os retratos individuais. Essa obra estava sendo preparada pelo importante editor da Antuérpia, Hieronymus Cock, que morreu antes de ser concluída.
Os artistas incluídos na obra são estes (nesta ordem): Hubert van Eyck, Jan van Eyck, Hieronymus Bosch, Rogier van der Weyden, Dirk Bouts, Bernard van Orley, Jan Mabuse, Joachim Patinir, Quentin Matsys, Lucas van Leyden, Jan van Amstel, Joos van Cleve, Matthys Cock, Herri met de Bles, Jan Cornelisz Vermeyen, Pieter Coecke van Aelst, Jan van Scorel, Lambert Lombard, Pieter Bruegel, o Velho, Willem Key, Lucas Gassel, Frans Floris, e Hieronymus Cock.